# Edward Furlong
Edward Walter Furlong (Glendale, 2 de agosto de 1977) é um ator norte-americano descendente de russos e mexicanos. É mais conhecido por papéis em filmes como O Exterminador do Futuro 2, Cemitério Maldito II, A Outra História Americana e Detroit Rock City.

## Biografia
Edward Furlong é descendente de russos e mexicanos e sua mãe, Eleanor Torres, nunca lhe revelou nada sobre o seu pai, o que tornou difícil o seu relacionamento com ela. Em 1991, Eddie foi adotado por sua tia, Nancy Tafoya, depois dela travar e vencer uma longa disputa judicial com Eleanor pela sua guarda. Ele possui um meio-irmão chamado Boby Torres, do casamento de sua mãe com Moises Torres. Nancy é casada com Sean Furlong, que o registrou com seu sobrenome. Porém, Eddie não permaneceu muito tempo com eles, tendo se emancipado aos 16 anos.
Foi então viver com a sua namorada, agente e tutora Jacqueline Domac (que ele conheceu na época das filmagens de O Exterminador do Futuro 2). Eles ficaram juntos de 1993 a 1999, quando tiveram uma separação turbulenta, em que ela o acusou de tê-la agredido e o acionou judicialmente para receber 15% do valor de seus cachês, referentes ao trabalho dela como sua agente, por quebra de contrato. Depois da separação, Furlong começou a namorar a atriz Natasha Lyonne, sua colega de set nas filmagens de Detroit Rock City, e com ela permaneceu por dois anos. Eddie namorou também as modelos Foi casado com a atriz Rachael Bella desde 19 de abril de 2006 e no dia 8 de julho de 2009 Rachael Bella pede divórcio. Edward e Rachael tiveram um filho, Ethan Page Furlong, nascido a 21 de setembro de 2006.
Edward se envolveu com drogas, e há notícias de que ele teria sofrido pelo menos duas overdoses, tendo inclusive sido internado em clínicas de desintoxicação. Ele não confirma essas notícias, apenas assume que teve problemas com álcool (começou a beber ainda novo) e frequentou reuniões do AA (Alcoólicos Anónimos). Mas foi por causa dessas notícias que ele não foi convidado para interpretar novamente John Connor em O Exterminador do Futuro 3 (os produtores do filme disseram-no abertamente nas entrevistas de divulgação), sendo substituído pelo ator Nick Stahl.

## Filmografia

### Cinema
| Ano  | Filme                             | Personagem                | Notas                          |
| ---- | --------------------------------- | ------------------------- | ------------------------------ |
| 1991 | Terminator 2: Judgment Day        | John Connor               | Faturou acima de US$ 200 m     |
| 1992 | Pet Sematary II                   | Jeff Matthews             | Faturou acima de US$ 17 m      |
| 1992 | American Heart                    | Nick Kelson               | Faturou US$ 384 000            |
| 1993 | A Home of Our Own                 | Shayne Lacey              | Faturou acima de US$ 1,7 m     |
| 1994 | Brainscan                         | Michael Brower            | Faturou acima de US$ 4 m       |
| 1994 | Little Odessa                     | Reuben Shapira            | Faturou acima de US$ 1 m       |
| 1995 | The Grass Harp                    | Collin Fenwick            | Faturou quase US$ 500 000      |
| 1996 | T2 3-D: Battle Across Time        | John Connor               |                                |
| 1996 | Before and After                  | Jacob Ryan                | Faturou acima de US$ 17 m      |
| 1998 | Pecker                            | Pecker                    | Faturou quase US$ 7 m          |
| 1998 | American History X                | Danny Vinyard             | Faturou acima de US$ 23 m      |
| 1999 | Detroit Rock City                 | Hawk                      | Faturou acima de US$ 4 m       |
| 2000 | Animal Factory                    | Ron Decker                | Faturou menos de US$ 50 000    |
| 2001 | The Knights of the Quest          | Simon di Clarendon        |                                |
| 2003 | 3 Blind Mice                      | Thomas Cross              |                                |
| 2005 | Venice Underground                | Gary                      |                                |
| 2005 | Intermedio                        | Malik                     |                                |
| 2005 | Nice Guys                         | Tye                       |                                |
| 2005 | The Crow: Wicked Prayer           | Jimmy Cuervo/The Crow     |                                |
| 2005 | Cruel World                       | Philip Markham            |                                |
| 2006 | Jimmy and Judy                    | Jimmy Wright              |                                |
| 2006 | The Visitation                    | Brandon Nichols           | Lançado em DVD                 |
| 2006 | The Covenant: Brotherhood of Evil | David Goodman             |                                |
| 2006 | Warriors of Terra                 | Chris                     |                                |
| 2006 | Canes                             | David Goodman             | Lançado no Festival de Cannes. |
| 2007 | Living & Dying                    | Sam                       |                                |
| 2008 | Dark Reel                         | Adam Waltz                |                                |
| 2009 | Stoic                             | Harry Katish              |                                |
| 2009 | Kingshighway                      | Dino Scarfino             | awaiting release               |
| 2009 | Night of the Demons               | Colin                     |                                |
| 2009 | Darfur                            | Adrian Archer             |                                |
| 2009 | Forever                           |                           | pré-produção                   |
| 2011 | The Green Hornet                  | Tupper                    |                                |
| 2011 | Below Zero                        | Jack/Frank                |                                |
| 2011 | Tequila                           | Smith                     | forthcoming                    |
| 2011 | For The Love of Money             | Tommy                     |                                |
| 2011 | Bind                              | Teddy                     | pre production                 |
| 2012 | Witness Insecurity                | Johnny                    | post production                |
| 2012 | The Zombie King                   | Samuel Peters/O Rei Zumbi |                                |
| 2013 | Matt's Chance                     | Matt                      |                                |
| 2014 | Stitch                            | Marsden                   |                                |
| 2014 | The Last Light                    | Noah                      |                                |
| 2014 | Aftermath                         | Brad                      |                                |
| 2015 | A Perfect Vacation                | Berto                     | Também chamada de Awaken       |
| 2016 | A Winter Rose                     | Willy                     |                                |
| 2017 | The Reunion                       | Skip                      |                                |
| 2019 | Terminator: Dark Fate             | John Connor               | Apenas rosto, recriado por CGI |
| 2023 | Heart of a Champion               | Troy                      |                                |
| 2023 | The Forest Hills                  | Billy                     |                                |

### Televisão
| Ano         | Título                   | Personagem  | Notas                                            |
| ----------- | ------------------------ | ----------- | ------------------------------------------------ |
| 1991        | Saturday Night Live      | John Connor | Episódio: Linda Hamilton/Mariah Carey            |
| 2006        | CSI: NY                  | Shane Casey | Episode: Hung Out to Dry Episódio: Raising Shane |
| 2015        | Star Trek: Renegades     | Fixer       | Episódio piloto                                  |
| 2015 - 2016 | From the Mouths of Babes | Ele mesmo   | Documentário                                     |